# Heinz Keul
Heinz Keul (Waimes, 23 juli 1959) is een Belgisch politicus van de PFF.

## Levensloop
Keul is beroepshalve zelfstandig immobiliën- en verzekeringsmakelaar.
In 1997 werd hij voorzitter van de lokale PFF-partijafdeling in Sankt-Vith en van 1998 tot 2001 was hij er OCMW-voorzitter. Bovendien was hij van 2000 tot 2010 provincieraadslid van Luik en van 2010 tot 2014 was hij lid van het Parlement van de Duitstalige Gemeenschap.